# Kevin Hartman
Kevin Eugene Hartman (nacido el 25 de mayo de 1974 en Athens, Ohio) es un exfutbolista estadounidense que jugó como guardameta.

## Selección nacional
Ha sido internacional con la Selección de fútbol de los Estados Unidos, ha jugado 4 partidos internacionales.

## Clubes
| Club                | País           | Año       |
| ------------------- | -------------- | --------- |
| Los Angeles Galaxy  | Estados Unidos | 1997-2006 |
| Kansas City Wizards | Estados Unidos | 2007-2009 |
| FC Dallas           | Estados Unidos | 2010-2012 |
| New York Red Bulls  | Estados Unidos | 2013      |

## Palmarés

### Campeonatos nacionales
| Título                   | Club               | País           | Año  |
| ------------------------ | ------------------ | -------------- | ---- |
| MLS Supporters' Shield   | Los Angeles Galaxy | Estados Unidos | 1998 |
| Lamar Hunt U.S. Open Cup | Los Angeles Galaxy | Estados Unidos | 2001 |
| MLS Supporters' Shield   | Los Angeles Galaxy | Estados Unidos | 2002 |
| Conference Cup           | Los Angeles Galaxy | Estados Unidos | 2002 |
| MLS Cup                  | Los Angeles Galaxy | Estados Unidos | 2002 |
| Conference Cup           | Los Angeles Galaxy | Estados Unidos | 2005 |
| MLS Cup                  | Los Angeles Galaxy | Estados Unidos | 2005 |
| Lamar Hunt U.S. Open Cup | Los Angeles Galaxy | Estados Unidos | 2005 |